# Zenon: The Zequel
Zenon: The Zequel (no Brasil, Zenon: A Zequência) é um telefilme original do Disney Channel lançado em 2001. É a continuação de Zenon: Girl of the 21st Century lançado em 1999, também é o primeiro "Disney Channel Original Movie" a ter uma sequencia.[carece de fontes?]

## Enrendo
Zenon Kar agora é uma adolescente de 15 anos, e está no ano de 2051. A estação espacial está agora sob o comando dos militares e do general Hammond. Um dia Zenon mostra um novo jogo a Nebula, causando uma grande confusão na estação. O comandante Plank, ordena a Zenon, a tarefa de cuidar da filha do General Hammond, que acaba por ser sua antiga inimiga, Margie, que ameaça que seu pai leve Zenon e sua família para fora da estação espacial, caso ela não lhe obedecer.
Enquanto isso Zenon descobre que sua estação espacial está sendo descomissionada e foge para a Terra para tentar salva-lá, depois de receber uma mensagem de alienígenas que parecem querer se encontrar com o Proto Zoa. Margie foge para a Terra também, sem a Zenon saber.

## Elenco
- Kirsten Storms - Zenon Kar
- Shadia Simmons - Nebula Wade
- Lauren Maltby - Margie Hammond
- Susan Brady - Astrid Kar
- Robert Curtis-Brown - Mark Kar
- Phillip Rhys - Proto Zoa
- Stephen Lovatt - Wills
- Holly Fulger - Judy Cling-Plank
- Stuart Pankin - Comandante Edward Plank
- John Getz - General Hammond
- Tom Wright - Orion
- Michael Saccente - Lt. Hart
- Rupert Simmonds - Polaris
- Nicko Vella - Corvus
- Jennifer Rucker - Carla Wade

## Curiosidades
- Raven-Symoné não quis participar do segundo filme pois estava focada em outros projetos, por isso foi substituída pela atriz Shadia Simmons.
- O episódio de estreia da série Lizzie McGuire foi ao ar após a estreia do filme, em 23 de Janeiro de 2001.